# استان نگوزی
نگوزی (به انگلیسی: Ngozi) یکی از ۱۷ استان کشور بوروندی است که واژهٔ آن به‌معنای نعمت و برکت است. مرکز این استان، شهر نگوزی است.
این استان در سال ۲۰۰۷ میلادی ۷۴۹،۰۰۰ نفر جمعیت داشته است.